# Can Magí (Sant Cugat del Vallès)
Can Magí és un edifici del municipi de Sant Cugat del Vallès (Vallès Occidental) que forma part de l'Inventari del Patrimoni Arquitectònic de Catalunya. És una casa que fou construïda el 1878 i que fou reformada després de la guerra. Fou important pels seus cellers. S'ha restaurat i transformat en centre de convencions i celebracions privades o corporatiues. L'arquitecte n'és Calixte Freixa i Pla.

## Descripció
És una masia que presenta una estructura complexa i que te planta baixa, pis, i golfes. Té un caire senyorial més que de masia habitual. Està formada per dos cossos que s'uneixen en la teulada per una torratxa. S'ha fet una teulada amb diferents nivells que es superposen. La façana principal més treball que les altres. Està formada per una alternança de pedra i faixes verticals de totxo vist. Els balcons i les finestres són emmarcats per decoracions de totxo vist i la porta d'entrada recorda un tipus de decoració de palau renaixentista. La teulada fa un gran ràfec sostingut per tornapuntes.